# Dům Josefa Kajetána Tyla (Plzeň)
Dům Josefa Kajetána Tyla stojí na Prešovské ulici čp. 169/3 v centru Plzně. V domě žil a také 11. července roku 1856 zemřel Josef Kajetán Tyl, významný český dramatik. Dům zdobí portál se dvěma andělíčky. V prvním patře jsou dva balkony. Na horní části domu jsou dva domovní štíty. Dům je v neoklasicisním slohu.
Objekt je od 22. ledna 1992 chráněn jako kulturní památka České republiky.

## Přesnápoloha
- Prešovská 169/3 Plzeň
- PSČ: 30100
- Kraj: Plzeňský
- Okres: Plzeň-město
- Vedle domu stojí Dům U Zlatého slunce, v němž je odborné pracoviště Národního památkového ústavu pro Plzeňský kraj